# Abana (Québec)
Pour les articles homonymes, voir Abana (homonymie).
Abana est un hameau de la municipalité canadienne de Normétal faisant partie de la municipalité régionale de comté d'Abitibi-Ouest dans la région administrative d'Abitibi-Témiscamingue dans l'Ouest du Québec. 

### Source en ligne
- Commission de toponymie du Québec